# موجة برد
موجة البرد في علم الأرصاد الجوية هي فترة زمنية تحدث غالباً في فصل الشتاء وتترافق بحدوث انخفاض مفاجئ في درجات الحرارة عن معدلاتها.
تطول تلك الفترة عن ما هو معتاد عليه في المنطقة المعنية، وتعتمد درجة الحرارة الدنيا على الموقع الجغرافي وعلى الوقت في السنة الذي تحدث فيه الموجة.
تترافق موجات البرد مع حدوث تساقط الثلوج، وقد تؤدي إلى حدوث وفيات بسبب الأمراض المرافقة مع انخفاض كبير درجة الحرارة. كما تسبب موجات البرد حدوث صقيع، مما يضر بالمرافق الزراعية والتجارية والصناعية، بالإضافة إلى المرافق الحيوية الأخرى.

## اقرأ أيضاً
- موجة حر